# Alen Abramović
Alen Abramović (* 4. November 1976 in Rijeka) ist ein ehemaliger kroatischer Skilangläufer. 

## Werdegang
Abramović, der für den SK Goranin startete, lief im Januar 2001 in Abtenau sein erstes Rennen im Continental-Cup, welches er auf dem 81. Platz über 15 km Freistil beendete. Bei den nordischen Skiweltmeisterschaften 2003 im Val di Fiemme belegte er den 79. Platz über 15 km klassisch, den 75. Rang in der Doppelverfolgung und den 62. Platz im Sprint. In der Saison 2005/06 absolvierte er in Nové Město sein erstes von insgesamt vier Weltcuprennen, welches er auf dem 73. Platz im Sprint beendete und erreichte dort tags darauf mit dem 67. Platz über 15 km Freistil seine beste Einzelplatzierung im Weltcup. Beim Saisonhöhepunkt, den Olympischen Winterspielen 2006 in Turin, lief er auf den 81. Platz über 15 km klassisch und auf den 75. Rang im Sprint. Im folgenden Jahr errang er bei den nordischen Skiweltmeisterschaften in Sapporo den 93. Platz über 15 km Freistil.

## Teilnahmen an Weltmeisterschaften und Olympischen Winterspielen

### Olympische Spiele
- 2006 Turin: 75. Platz Sprint Freistil, 81. Platz 15 km klassisch

### Nordische Skiweltmeisterschaften
- 2003 Val di Fiemme: 62. Platz Sprint Freistil, 75. Platz 20 km Doppelverfolgung, 79. Platz 15 km klassisch
- 2007 Sapporo: 93. Platz 15 km Freistil